# Fußball-Club St. Pauli von 1910 2015-2016

## Stagione
Nella stagione 2015-2016 il St. Pauli, allenato da Ewald Lienen, concluse il campionato di 2. Bundesliga al 4º posto. In coppa di Germania il St. Pauli fu eliminato al primo turno dal Borussia M'gladbach.

## Organico

### Rosa
| N. |                        | Ruolo | Calciatore            |
| -- | ---------------------- | ----- | --------------------- |
| 1  | Germania (bandiera)    | P     | Philipp Heerwagen     |
| 3  | Germania (bandiera)    | D     | Lasse Sobiech         |
| 4  | Germania (bandiera)    | D     | Philipp Ziereis       |
| 5  | Svizzera (bandiera)    | D     | Joël Keller           |
| 7  | Germania (bandiera)    | C     | Bernd Nehrig          |
| 8  | Germania (bandiera)    | C     | Jeremy Dudziak        |
| 9  | Stati Uniti (bandiera) | A     | Fabrice Picault       |
| 10 | Germania (bandiera)    | C     | Christopher Buchtmann |
| 11 | Germania (bandiera)    | C     | Marc Rzatkowski       |
| 12 | Paesi Bassi (bandiera) | A     | John Verhoek          |
| 13 | Giappone (bandiera)    | A     | Ryō Miyaichi          |
| 15 | Germania (bandiera)    | D     | Daniel Buballa        |
| 16 | Germania (bandiera)    | D     | Marc Hornschuh        |
| 17 | Ghana (bandiera)       | D     | Davidson Eden         |
| 18 | Germania (bandiera)    | A     | Lennart Thy           |

| N. |                          | Ruolo | Calciatore           |
| -- | ------------------------ | ----- | -------------------- |
| 19 | Kosovo (bandiera)        | C     | Enis Alushi          |
| 22 | Germania (bandiera)      | D     | Yannick Deichmann    |
| 23 | Germania (bandiera)      | D     | Marcel Halstenberg   |
| 24 | Germania (bandiera)      | A     | Nico Empen           |
| 25 | Germania (bandiera)      | C     | Dennis Rosin         |
| 26 | Germania (bandiera)      | D     | Sören Gonther        |
| 27 | Germania (bandiera)      | D     | Jan-Philipp Kalla    |
| 28 | Polonia (bandiera)       | A     | Waldemar Sobota      |
| 29 | Germania (bandiera)      | C     | Sebastian Maier      |
| 30 | Germania (bandiera)      | P     | Robin Himmelmann     |
| 31 | Germania (bandiera)      | C     | Maurice Jerome Litka |
| 33 | Germania (bandiera)      | P     | Svend Brodersen      |
| 34 | Kazakistan (bandiera)    | D     | Andrej Startsev      |
| 36 | Turchia (bandiera)       | C     | Okan Kurt            |
| 37 | Corea del Sud (bandiera) | C     | Choi Kyoung-Rok      |

## Organigramma societario
Area tecnica
- Allenatore: Ewald Lienen
- Allenatore in seconda: Andrew Meredith, Abder Ramdane
- Preparatore dei portieri: Mathias Hain
- Preparatori atletici: Janosch Emonts, Valentin Lay, Ronald Wollmann

## Risultati

### 2. Bundesliga

#### Girone di andata
| Amburgo 25 luglio 2015, ore 15:30 CEST 1ª giornata | St. Pauli | 0 – 0 referto | Arminia Bielefeld | Millerntor-Stadion (29 546 spett.)\| Arbitro: \| Stark \| |
| Arbitro:                                           | Stark     |               |                   |                                                           |

| Arbitro: | Brand |

|            |           |                             |
| Gordon 29’ | Marcatori | 10’ Sobiech 40’ Halstenberg |

| Arbitro: | Willenborg |

|                                     |           |                    |
| Rzatkowski 19’, 74’ Halstenberg 34’ | Marcatori | 42’ Freis 79’ Žulj |

| Arbitro: | Dankert |

|  |           |         |
|  | Marcatori | 44’ Thy |

| Arbitro: | Storks |

|            |           |  |
| Halimi 46’ | Marcatori |  |

| Arbitro: | Rohde |

|                              |           |  |
| Sobiech 70’ (rig.) Maier 87’ | Marcatori |  |

| Braunschweig 20 settembre 2015, ore 13:30 CEST 7ª giornata | Eintracht Braunschweig | 0 – 0 referto | St. Pauli | Eintracht-Stadion (23 050 spett.)\| Arbitro: \| Brand \| |
| Arbitro:                                                   | Brand                  |               |           |                                                          |

| Arbitro: | Dietz |

|           |           |  |
| Maier 34’ | Marcatori |  |

| Paderborn 26 settembre 2015, ore 13:00 CEST 9ª giornata | Paderborn | 0 – 0 referto | St. Pauli | Benteler-Arena (13 102 spett.)\| Arbitro: \| Osmers \| |
| Arbitro:                                                | Osmers    |               |           |                                                        |

| Arbitro: | Cortus |

|          |           |                                               |
| Choi 75’ | Marcatori | 5’ Kosecki 7’ Jovanović 77’ (rig.) Bouhaddouz |

| Arbitro: | Schröder |

|                                     |           |                                      |
| Zejnullahu 42’ Thiel 45’ Kessel 90’ | Marcatori | 23’ Sobota 54’ Hornschuh 72’ Dudziak |

| Arbitro: | Sippel |

|                |           |  |
| Rzatkowski 90’ | Marcatori |  |

| Arbitro: | Zwayer |

|             |           |           |
| Terodde 12’ | Marcatori | 10’ Kalla |

| Arbitro: | Meyer |

|                        |           |  |
| Thy 12’, 22’, 69’, 85’ | Marcatori |  |

| Arbitro: | Drees |

|                       |           |  |
| Liendl 53’ Okotie 56’ | Marcatori |  |

| Arbitro: | Storks |

|  |           |                                         |
|  | Marcatori | 18’, 43’ Füllkrug 53’ Leibold 89’ Erras |

| Arbitro: | Stegemann |

|            |           |                        |
| Halfar 68’ | Marcatori | 3’ (aut.) Löwe 56’ Thy |

#### Girone di ritorno
| Bielefeld 14 dicembre 2015, ore 20:15 CET 18ª giornata | Arminia Bielefeld | 0 – 0 referto | St. Pauli | SchücoArena (19 012 spett.)\| Arbitro: \| Brand \| |
| Arbitro:                                               | Brand             |               |           |                                                    |

| Arbitro: | Weiner |

|            |           |                            |
| Nehrig 24’ | Marcatori | 37’ Torres 71’ Diamantakos |

| Arbitro: | Gräfe |

|  |           |                          |
|  | Marcatori | 34’ Hornschuh 62’ Sobota |

| Arbitro: | Welz |

|               |           |  |
| Rzatkowski 8’ | Marcatori |  |

| Arbitro: | Aarnink |

|                |           |                                          |
| Rzatkowski 10’ | Marcatori | 11’ Rolim 32’ Schahin 53’ (aut.) Sobiech |

| Arbitro: | Willenborg |

|  |           |                            |
|  | Marcatori | 64’ Rzatkowski 90’ Verhoek |

| Arbitro: | Brand |

|             |           |  |
| Verhoek 82’ | Marcatori |  |

| Arbitro: | Hartmann |

|                        |           |  |
| Thomalla 71’ Finne 81’ | Marcatori |  |

| Arbitro: | Stark |

|                                           |           |                                           |
| Sobiech 51’ (rig.) Sobota 84’ Picault 90’ | Marcatori | 7’, 59’ Helenius 24’ Hartherz 81’ Bertels |

| Arbitro: | Schriever |

|  |           |                       |
|  | Marcatori | 8’ Thy 40’ Rzatkowski |

| Amburgo 1º aprile 2016, ore 18:30 CEST 28ª giornata | St. Pauli | 0 – 0 referto | Union Berlino | Millerntor-Stadion (29 546 spett.)\| Arbitro: \| Steinhaus \| |
| Arbitro:                                            | Steinhaus |               |               |                                                               |

| Arbitro: | Winkmann |

|                                     |           |                                          |
| Kempf 3’, 85’ Grifo 36’ Philipp 60’ | Marcatori | 55’ Nehrig 75’ Alushi 90’ (rig.) Sobiech |

| Arbitro: | Meyer |

|                  |           |  |
| Picault 52’, 65’ | Marcatori |  |

| Arbitro: | Schröder |

|             |           |             |
| Demirbay 5’ | Marcatori | 71’ Picault |

| Arbitro: | Kircher |

|  |           |                        |
|  | Marcatori | 8’ Claasen 88’ Ayçiçek |

| Arbitro: | Fritz |

|              |           |  |
| Füllkrug 22’ | Marcatori |  |

| Arbitro: | Stark |

|                                                  |           |                        |
| Miyaichi 5’, 57’ Thy 22’ Maier 72’ Buchtmann 79’ | Marcatori | 4’ Görtler 76’ Jenssen |

### Coppa di Germania
| Arbitro: | Meyer |

|                |           |                                       |
| Rzatkowski 33’ | Marcatori | 54’, 67’ Stindl 56’ Traoré 86’ Hazard |

## Statistiche

### Statistiche di squadra
| Competizione      | Punti | In casa | In casa | In casa | In casa | In casa | In casa | In trasferta | In trasferta | In trasferta | In trasferta | In trasferta | In trasferta | Totale | Totale | Totale | Totale | Totale | Totale | DR |
| Competizione      | Punti | G       | V       | N       | P       | Gf      | Gs      | G            | V            | N            | P            | Gf           | Gs           | G      | V      | N      | P      | Gf     | Gs     | DR |
| ----------------- | ----- | ------- | ------- | ------- | ------- | ------- | ------- | ------------ | ------------ | ------------ | ------------ | ------------ | ------------ | ------ | ------ | ------ | ------ | ------ | ------ | -- |
| 2. Bundesliga     | 53    | 17      | 9       | 2       | 6       | 26      | 22      | 17           | 6            | 6            | 5            | 19           | 17           | 34     | 15     | 8      | 11     | 45     | 39     | +6 |
| Coppa di Germania | -     | 1       | 0       | 0       | 1       | 1       | 4       | 0            | 0            | 0            | 0            | 0            | 0            | 1      | 0      | 0      | 1      | 1      | 4      | -3 |
| Totale            | -     | 18      | 9       | 2       | 7       | 27      | 26      | 17           | 6            | 6            | 5            | 19           | 17           | 35     | 15     | 8      | 12     | 46     | 43     | +3 |

### Andamento in campionato
| Giornata  | 1 | 2 | 3 | 4 | 5 | 6 | 7 | 8 | 9 | 10 | 11 | 12 | 13 | 14 | 15 | 16 | 17 | 18 | 19 | 20 | 21 | 22 | 23 | 24 | 25 | 26 | 27 | 28 | 29 | 30 | 31 | 32 | 33 | 34 |
| --------- | - | - | - | - | - | - | - | - | - | -- | -- | -- | -- | -- | -- | -- | -- | -- | -- | -- | -- | -- | -- | -- | -- | -- | -- | -- | -- | -- | -- | -- | -- | -- |
| Luogo     | C | T | C | T | T | C | T | C | T | C  | T  | C  | T  | C  | T  | C  | T  | T  | C  | T  | C  | C  | T  | C  | T  | C  | T  | C  | T  | C  | T  | C  | T  | C  |
| Risultato | N | V | V | V | P | V | N | V | N | P  | N  | V  | N  | V  | P  | P  | V  | N  | P  | V  | V  | P  | V  | V  | P  | P  | V  | N  | P  | V  | N  | P  | P  | V  |
| Posizione | 9 | 6 | 3 | 2 | 4 | 3 | 3 | 3 | 3 | 3  | 5  | 3  | 3  | 2  | 3  | 3  | 3  | 4  | 4  | 4  | 4  | 4  | 4  | 4  | 4  | 5  | 4  | 4  | 5  | 4  | 4  | 4  | 4  | 4  |

Legenda:

Luogo: C = Casa; T = Trasferta. Risultato: V = Vittoria; N = Pareggio; P = Sconfitta.

### Statistiche dei giocatori
| Giocatore      | 2. Bundesliga | 2. Bundesliga | 2. Bundesliga | 2. Bundesliga | Coppa di Germania | Coppa di Germania | Coppa di Germania | Coppa di Germania | Totale   | Totale | Totale      | Totale     |
| Giocatore      | Presenze      | Reti          | Ammonizioni   | Espulsioni    | Presenze          | Reti              | Ammonizioni       | Espulsioni        | Presenze | Reti   | Ammonizioni | Espulsioni |
| -------------- | ------------- | ------------- | ------------- | ------------- | ----------------- | ----------------- | ----------------- | ----------------- | -------- | ------ | ----------- | ---------- |
| S. Brodersen   | -             | -             | -             | -             | -                 | -                 | -                 | -                 | -        | -      | -           | -          |
| P. Heerwagen   | -             | -             | -             | -             | -                 | -                 | -                 | -                 | -        | -      | -           | -          |
| R. Himmelmann  | 34            | 0             | 0             | 0             | 1                 | 0                 | 0                 | 0                 | 35       | 0      | 0           | 0          |
| D. Buballa     | 34            | 0             | 3             | 0             | 1                 | 0                 | 0                 | 0                 | 35       | 0      | 3           | 0          |
| D. Eden        | 2             | 0             | 0             | 0             | -                 | -                 | -                 | -                 | 2        | 0      | 0           | 0          |
| S. Gonther     | 12            | 0             | 3             | 0             | 1                 | 0                 | 0                 | 0                 | 13       | 0      | 3           | 0          |
| M. Hornschuh   | 27            | 2             | 2             | 0             | -                 | -                 | -                 | -                 | 27       | 2      | 2           | 0          |
| J. Kalla       | 15            | 1             | 7             | 0             | -                 | -                 | -                 | -                 | 15       | 1      | 7           | 0          |
| J. Keller      | 5             | 0             | 1             | 0             | -                 | -                 | -                 | -                 | 5        | 0      | 1           | 0          |
| L. Sobiech     | 32            | 4             | 3             | 0             | -                 | -                 | -                 | -                 | 32       | 4      | 3           | 0          |
| A. Startsev    | -             | -             | -             | -             | -                 | -                 | -                 | -                 | -        | -      | -           | -          |
| P. Ziereis     | 30            | 0             | 6             | 0             | 1                 | 0                 | 0                 | 0                 | 31       | 0      | 6           | 0          |
| E. Alushi      | 26            | 1             | 1             | 0             | 1                 | 0                 | 0                 | 0                 | 27       | 1      | 1           | 0          |
| C. Buchtmann   | 30            | 1             | 7             | 0             | -                 | -                 | -                 | -                 | 30       | 1      | 7           | 0          |
| K. Choi        | 21            | 1             | 2             | 0             | 1                 | 0                 | 0                 | 0                 | 22       | 1      | 2           | 0          |
| Y. Deichmann   | 4             | 0             | 1             | 0             | -                 | -                 | -                 | -                 | 4        | 0      | 1           | 0          |
| J. Dudziak     | 21            | 1             | 2             | 0             | -                 | -                 | -                 | -                 | 21       | 1      | 2           | 0          |
| O. Kurt        | -             | -             | -             | -             | -                 | -                 | -                 | -                 | -        | -      | -           | -          |
| M. Litka       | -             | -             | -             | -             | 1                 | 0                 | 0                 | 0                 | 1        | 0      | 0           | 0          |
| S. Maier       | 27            | 3             | 2             | 0             | 1                 | 0                 | 0                 | 0                 | 28       | 3      | 2           | 0          |
| B. Nehrig      | 22            | 2             | 3             | 0             | 1                 | 0                 | 0                 | 0                 | 23       | 2      | 3           | 0          |
| D. Rosin       | -             | -             | -             | -             | -                 | -                 | -                 | -                 | -        | -      | -           | -          |
| M. Rzatkowski  | 28            | 7             | 3             | 0             | 1                 | 1                 | 0                 | 0                 | 29       | 8      | 3           | 0          |
| W. Sobota      | 31            | 3             | 7             | 0             | 1                 | 0                 | 0                 | 0                 | 32       | 3      | 7           | 0          |
| N. Empen       | -             | -             | -             | -             | -                 | -                 | -                 | -                 | -        | -      | -           | -          |
| R. Miyaichi    | 5             | 2             | 0             | 0             | -                 | -                 | -                 | -                 | 5        | 2      | 0           | 0          |
| F. Picault     | 16            | 4             | 2             | 0             | -                 | -                 | -                 | -                 | 16       | 4      | 2           | 0          |
| L. Thy         | 30            | 8             | 1             | 0             | 1                 | 0                 | 0                 | 0                 | 31       | 8      | 1           | 0          |
| J. Verhoek     | 16            | 2             | 2             | 0             | 1                 | 0                 | 0                 | 0                 | 17       | 2      | 2           | 0          |
| M. Halstenberg | 3             | 2             | 1             | 0             | -                 | -                 | -                 | -                 | 3        | 2      | 1           | 0          |